# Newton St Cyres
Newton St Cyres è un villaggio e parrocchia civile dell'Inghilterra, appartenente alla contea del Devon.